# Hexatoma (Eriocera) ferruginosa
Hexatoma (Eriocera) ferruginosa is een tweevleugelige uit de familie steltmuggen (Limoniidae). De soort komt voor in het Oriëntaals gebied.